# روغن مانوی

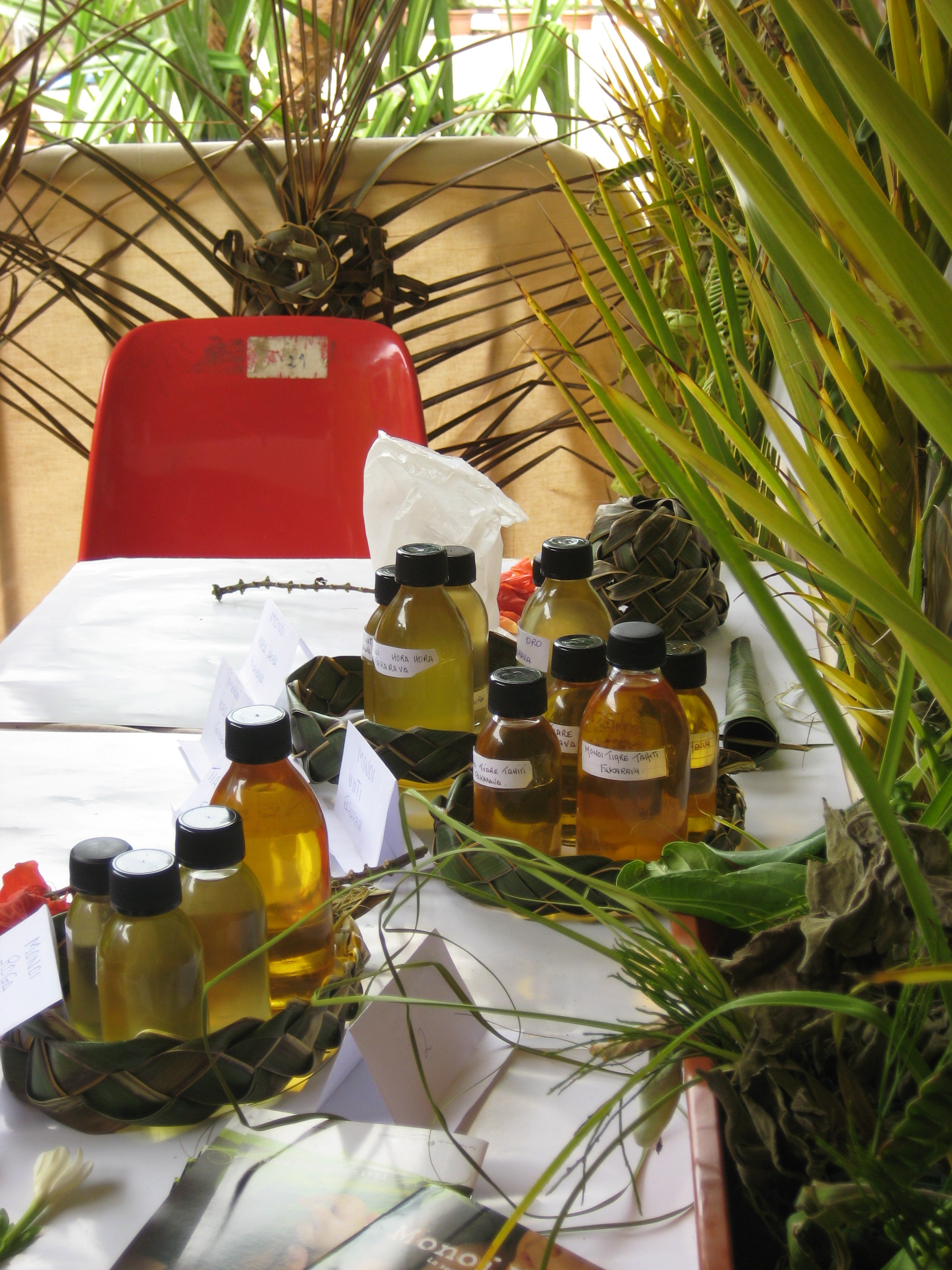
The Monoi Tiaré Tahiti is a perfume-oil made by infusing the blossoms of Tiaré flowers in coconut oil.

روغن مانوی (انگلیسی: Monoi oil) نوعی روغن معطر است که از خیساندن گلبرگ‌های یاس تاهیتی در روغن نارگیل ساخته می‌شود. کلمهٔ Monoï (تلفظ ماه-نوی) در زبان تاهیتیایی به معنی «روغن خوش رایحه» است و یک کلمهٔ باستانی است. از این روغن در پلی‌نزی فرانسه به عنوان نرم کنندهٔ پوست و مو استفاده می‌شود و در اروپا نیز محبوب است. امروزه نوع مصنوعی این محصول نیز تولید و به فروش می‌رسد.